# The Spine of Night
The Spine of Night ist ein animierter Dark-Fantasy-Horrorfilm von Philip Gelatt und Morgan Galen King, der im März 2021 beim South by Southwest Film Festival seine Premiere feierte und Ende Oktober 2021 in die US-Kinos kam.

## Handlung
In einer mystischen Welt, die von mysteriösen dunklen Mächten heimgesucht wird, kommen Helden aus verschiedenen Epochen und Kulturen zusammen, um diese Kräfte zu besiegen, bevor die Menschheit vollends vernichtet wird.
Die Geschichte beginnt vor vielen Jahren, als ein ehrgeiziger junger Mann verbotenes Wissen stiehlt, das von einer magischen blauen Pflanze stammt, und damit ein Zeitalter des Leidens über die Menschheit bringt. Seine Macht wächst im Laufe der Jahre, doch es gibt viele, die sich gegen ihn stellen. Unter ihnen finden sich ein Grabräuber, ein wahnsinniger Nekromant und ein unsterblicher Wächter.

## Produktion

### Stab, Inspiration und Aufbau
Regie führten Philip Gelatt und Morgan Galen King, die auch das Drehbuch schrieben. Während King zuvor als Animator tätig war, ist Gelatt für seine früheren Arbeiten an Live-Action-Filmen bekannt. So drehte er den Kult-Horrorfilm They Remain und schrieb das Drehbuch für das Science-Fiction-Mysterydrama Europa Report. Zudem schrieb er das Drehbuch für 15 Folgen der Serie Love, Death & Robots.
Sie wollten innerhalb des Fantasy-Genres eine Geschichte für Erwachsene erzählen. Die Ästhetik, die sie hierfür als geeignet erachteten, war die handgezeichnete Rotoskopanimation, die vorzugsweise Ende der 1970er und Anfang 1980er Jahre zum Einsatz kam. Mit dieser Herangehensweise wollten sie den Film zeitlos erscheinen lassen. Die Techniken, die sie dabei einsetzten waren jedoch moderner, als bei früheren Filmen dieser Art. Die Zeichnungen wurden am Computer erstellt, jedoch klassisch mit 12 Bildern pro Sekunde, wie in der Rotoskopanimation üblich. Bei dieser Animationstechnik zeichnen die Künstler Bild für Bild von Hand über Live-Action-Material.
Gelatt und King ließen sich bei ihrer Arbeit von den Fantasy- und Science-Fiction-Illustrationen von Frank Frazetta und vom Werk von Ralph Bakshi, der Animationsfilme für Erwachsene schuf, inspirieren. Besonders deren Film Fire & Ice aus dem Jahr 1983 war eine klare Inspiration.
Gelatt erklärte, sie hätten sich in The Spine of Night auf eine andere Weise durch die Zeit bewegen wollen, als bei einem Episodenfilm üblich, um so auch auf eine andere Art eine Geschichte als Anthologie zu erzählen und dabei eine Fantasy-Welt im Kontext eines einzelnen Films zu erkunden. Die einzelnen Kapitel sind nur lose durch ein paar wiederkehrende und im Laufe der Jahre alternde Figuren und deren Konflikte miteinander verbunden.

### Visueller Stil und Farbwahl
Guy Lodge von Variety erklärt, mit seiner Verschmelzung der durch Rotoskopanimation der alten Schule kreierten Figuren und einem verschwenderischen Aufbau einer Umwelt mittels Airbrush um sie herum, erwecke der Film eine Nostalgie, die bei Fans / Geek ins Schwarze treffe. Auch wenn ein helles, wässriges Kornblumenblau die Farbpalette in The Spine of Night dominieren mag, bedeute das noch lange nicht, dass in dieser animierten Fantasy für Erwachsene als Kontrast nicht auch viel purpurrotes Blut vergossen werde, so Lodge, und erinnert, extreme Gewalt sei auch ein wichtiges Verkaufsargument des Films. Kevin Lee von Film Inquiry bemerkt zu den für den Hintergrund eingesetzten Aquarellen, jedes von diesen wirke gleichermaßen schön und bedrohlich genug, um als Cover einer Metal-Band dienen zu können. Lee verweist in seiner Kritik auf eine weitere unterhaltsame Möglichkeit den Film anzusehen, indem man ihn stummzuschaltet und als Musikvideo irgendeiner Heavy-Metal-Musik wirken lässt.

### Synchronisation und Filmmusik
Richard E. Grant spricht den Wächter, Lucy Lawless übernahm die Sprechrolle der Sumpfhexe Tzod, Patton Oswalt die von Lord Pyrantin und Betty Gabriel von Phae-Agura. Joe Manganiello leiht Mongrel seine Stimme. Weitere Sprecher sind Larry Fessenden, Nina Lisandrello, Abby Savage, Tom Lipinski und Patrick Breen.
Die Filmmusik komponierte Peter Scartabello. Das Soundtrack-Album mit insgesamt 13 Musikstücken wurde Mitte September 2022 von Yuggoth Records als Download veröffentlicht.

### Marketing und Veröffentlichung
Die Weltpremiere erfolgte am 18. März 2021 beim South by Southwest Film Festival. Der erste Trailer wurde kurz zuvor vorgestellt. Anfang Juli 2021 wurde er beim Neuchâtel International Fantastic Film Festival gezeigt. Im Oktober und November 2021 wurde er beim Fantasy Filmfest vorgestellt. Der US-Kinostart erfolgte am 29. Oktober 2021. Mitte September 2022 wurde er beim Filmfest Oldenburg gezeigt.
The Spine of Night wurde von den Machern für eine Oscar-Nominierung in der Kategorie Bester Animationsfilm eingereicht.

## Rezeption

### Kritiken
Der Film wurde von 82 Prozent aller bei Rotten Tomatoes erfassten Kritiker positiv bewertet mit durchschnittlich 6,7 von 10 möglichen Punkten.
Im Eintrag des Lexikon des internationalen Films heißt es, der im Rotoskopie-Verfahren gedrehte Fantasy-Animationsfilm entwickele eine Geschichte mit epischen Ansprüchen, die aber dramaturgisch nicht recht funktionierten. Der hohe Anteil brutaler Gewaltszenen tendiere zudem zum Selbstzweckhaften und werde durch die faszinierende Ästhetik nur bedingt gerechtfertigt.

### Auszeichnungen
Fantasia International Film Festival 2021
- Nominierung als Bester Animationsfilm für den Satoshi Kon Award (Philip Gelatt und Morgan Galen King)[17]